# Guarda Suíça
Guarda Suíça Pontifícia (em latim: Custodes Helvetici; em italiano:  Guardie Svizzere) é o corpo de guarda responsável desde 22 de janeiro de 1506 pela segurança do Papa. Hoje constitui também as forças armadas da Cidade do Vaticano. Atualmente a Guarda Suíça é composta por nove oficiais, 41 sargentos e cabos e 85 soldados. Fundada em 1506 sob o comando do Papa Júlio II, está entre as unidades militares mais antigas em operação contínua e às vezes é chamado de “o menor exército do mundo”.
É a única guarda do mundo cuja bandeira é alterada com cada novo chefe de Estado, pois contém o emblema pessoal do Papa.

## Características
O dia 6 de maio é a data de admissão de novos guardas. Estes prestam juramento diante do Papa e fazem o juramento com a mão direita levantada e os três dedos do meio abertos, recordando a Santíssima Trindade (cristianismo).
É o único grupo de soldados particulares que a lei suíça aceita. Do corpo da Guarda Suíça só podem fazer parte homens de robusta e rude constituição física, com um mínimo de 1,74 m de altura, católicos, com diploma profissional ou ensino médio concluído, com idade entre 19 e 30 anos, e não casados (só os cabos, sargentos e oficiais podem ser casados). Os guardas só podem se casar após cinco anos de serviço. Devem também ter feito já treino militar do exército suíço, não ter registro criminal e ser de reputação social absolutamente imaculada. Dois anos, eventualmente renováveis até um máximo de 20, são o tempo de compromisso máximo de um membro da Guarda Suíça.
A língua oficial da Guarda Suíça é o alemão. O seu lema é "Com coragem e fidelidade" (em latim: Acriter et fideliter) e tem como patronos São Martinho (festa em 11 de novembro), São Sebastião (festa em 20 de janeiro) e São Nicolau von Flüe, "Defensor Pacis et pater patriae" (orago da Suíça, com festa em 25 de setembro).
Entre as suas tarefas encontram-se a prestação de serviços diversos para o Papa, tais como a guarda em visitas de autoridades estrangeiras, o acompanhamento e assistência ao Papa durante viagens internacionais ou a prestação, à paisana, de serviços de segurança do Papa, ocasião em que os guardas se misturam com as multidões na Praça de São Pedro. Nesse caso os soldados da Guarda Suíça servem como guarda-costas, estando equipados com armamento variado e modernos equipamentos de comunicação.

## História

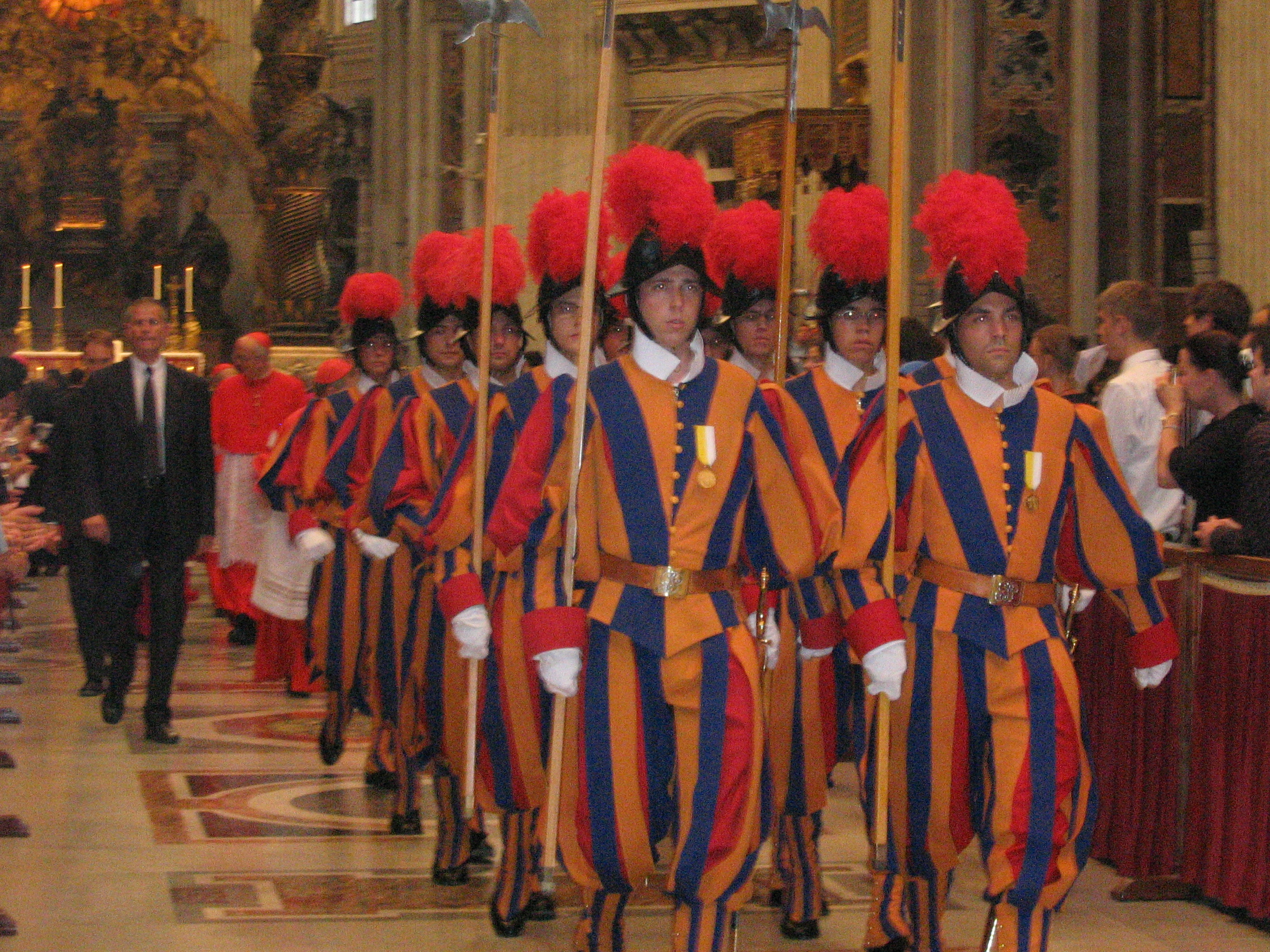
Membros da Guarda marchando dentro da Basílica de São Pedro

Inicialmente a Guarda Suíça era um conjunto de soldados mercenários suíços, que combatiam por diversas potências europeias entre os séculos XV e XIX em troca de pagamento. Hoje só servem o Vaticano.
A Guarda Suíça do Vaticano foi oficialmente formada em 1506, atendendo a uma solicitação feita em 1503 pelo Papa Júlio II aos nobres suíços. O financiamento decisivo para o estabelecimento da Guarda foi providenciado por Jakob Függer, influente banqueiro dos papas, cuja contribuição foi fundamental para tornar a iniciativa possível. Cerca de 150 nobres suíços, considerados os mais valentes e habilidosos de seus cantões — Zurique, Uri, Unterwalden e Lucerna — chegaram a Roma sob o comando do capitão Kaspar von Silenen.
A batalha mais expressiva foi em 6 de maio de 1527, quando as tropas invasoras imperiais de Carlos V de Habsburgo, em guerra com Francisco I, entram em Roma. O exército imperial era composto de cerca de 18 000 mercenários. Em frente à Basílica de São Pedro e depois nas imediações do Altar-Mor, a Guarda Suíça lutou contra cerca de 1000 soldados alemães e espanhóis. Combateram ferozmente formando um círculo em volta do Papa Clemente VII visando protegê-lo e levá-lo em segurança ao Castelo de Santo Ângelo. Faleceram 147 guardas dos 189 que a compunham na época, mas em contrapartida 900 dos 1000 mercenários do assalto caíram mortos pelas alabardas dos suíços.
O Papa Pio V (1566–1572) enviou a Guarda Suíça para combater na Batalha de Lepanto, contra os turcos. Com Pio VI a guarda foi dissolvida já que este Papa foi enviado para o exílio por Napoleão. A guarda voltou a formar-se em 1801 e, em 1848, desempenhou um papel decisivo na defesa do Palácio Apostólico frente aos revolucionários nacionalistas italianos.
Quando a Alemanha Nazi ocupou Roma em setembro de 1943, a Guarda Suíça e as outras unidades que na época constituíam as formas armadas papais, como a Guarda Palatina, foram colocadas em estado de alerta. Houve um aumento no número de postos de vigia. Os guardas trocaram as alabardas e espadas por espingardas Mauser 98k, baionetas e cartucheiras com 60 substituições de munição, como medida de precaução. Embora as tropas alemãs patrulhassem o território italiano até à Praça de São Pedro, não houve qualquer tentativa de invasão pela fronteira do Vaticano nem qualquer confronto entre a Guarda Suíça e tropas alemãs. Nessa altura a Guarda tinha apenas 60 homens, pelo que poderia apenas ter feito uma resistência simbólica a qualquer ataque. No próprio dia em que os alemães ocuparam Roma o Papa Pio XII deu ordens que proibiam a Guarda Suíça de derramar sangue em sua defesa.

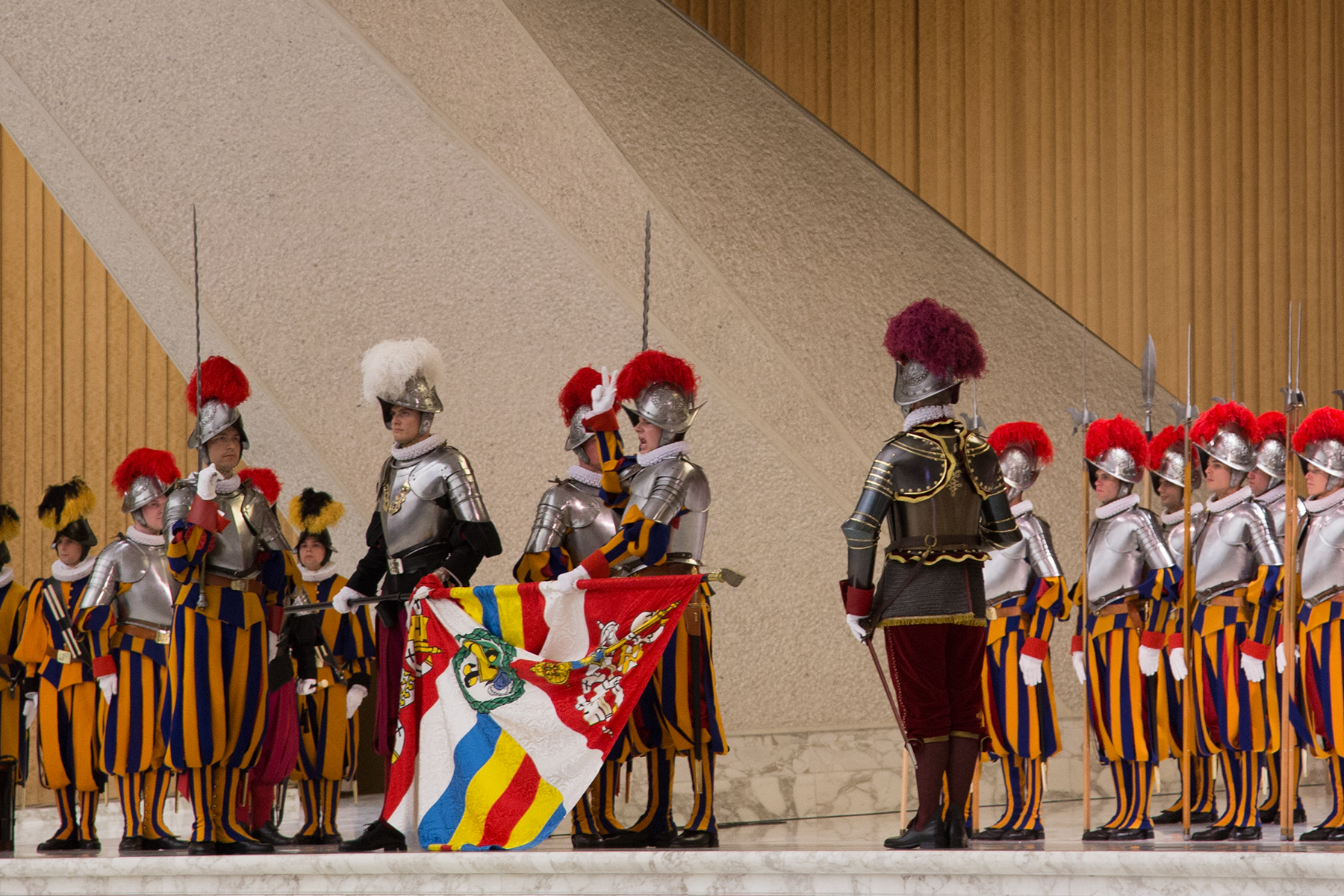
Novos membros da Guarda Suíça fazendo seu juramento

Desde a tentativa de assassinato do Papa João Paulo II em 13 de maio de 1981, as funções não cerimoniais da guarda passaram a receber uma maior atenção. Os soldados passaram a utilizar pequenas armas de fogo e atuar como uma guarda pessoal moderna, inclusive com membros à paisana acompanhando o Papa em suas viagens ao exterior para sua proteção
Em 4 de maio de 1998 o coronel da Guarda Suíça Alois Estermann, a sua mulher Gladys Meza Romero e o vice-cabo Cédric Tornay foram encontrados mortos no apartamento de Estermann. A versão oficial do Vaticano atribuiu a responsabilidade do delito ao vice-cabo Tornay.
Nas comemorações do 500.º aniversário da Guarda Suíça em abril de 2006, 80 ex-guardas marcharam de Bellinzona no sul da Suíça para Roma, fazendo o mesmo trajeto da marcha dos 200 guardas suíços originais que assumiram o serviço papal em 1505.
Em tempos recentes a guarda atua juntamente com as autoridades italianas para evitar ataques terroristas, sobretudo depois de ameaças do Estado Islâmico do Iraque, Hamas, Hezbollah e do Levante.

## A Guarda Suíça hoje
Os guardas assinam um contrato de dois anos e obtêm um soldo mensal de 1200 euros. São celibatários (exceto os oficiais, sargentos e cabos) e é-lhes formalmente interdito dormir fora do Vaticano. O seu alojamento é a caserna da guarda. A vida quotidiana é preenchida também com celebrações litúrgicas. A guarda dispõe de uma capela onde oficia o capelão do exército pontifício.

## Hierarquia
Em 2024, os 135 membros da Guarda Suíça Pontifícia eram divididos em:

### Oficiais comissionados
- 1 Oberst (coronel — o comandante da Guarda)
- 1 Oberstleutnant (tenente-coronel — vice-comandante)
- 1 Kaplan (capelão — considerado o mesmo posto de tenente-coronel)
- 2 Major
- 2 Hauptmanns (capitães)
- 3 Leutnants (tenentes)

As patentes de capitão a coronel são também denominadas de Oficiais do Staff, sendo que as patentes inferiores a de comandante (coronel) atuam como colaboradores e conselheiros imediatos deste, além de o apoiarem no gerenciamento da Guarda. Os tenentes são chamados de Oficiais Subalternos, cada um deles responsável pelo comando de um esquadrão, sendo que a eles também é atribuído o dever de conduzir o desempenho diário do serviço de guarda.

### Oficiais não comissionados (suboficiais)
- 1 Feldwebel (sargento-major)
- 9 Wachtmeister (sargentos)
- 14 Korporal (cabos)
- 17 Vizekorporal (vice-cabos)

### Recrutas (tropa)
- 85 Hellebardier/Gardist (halabardeiros/guardas)

## Uniforme

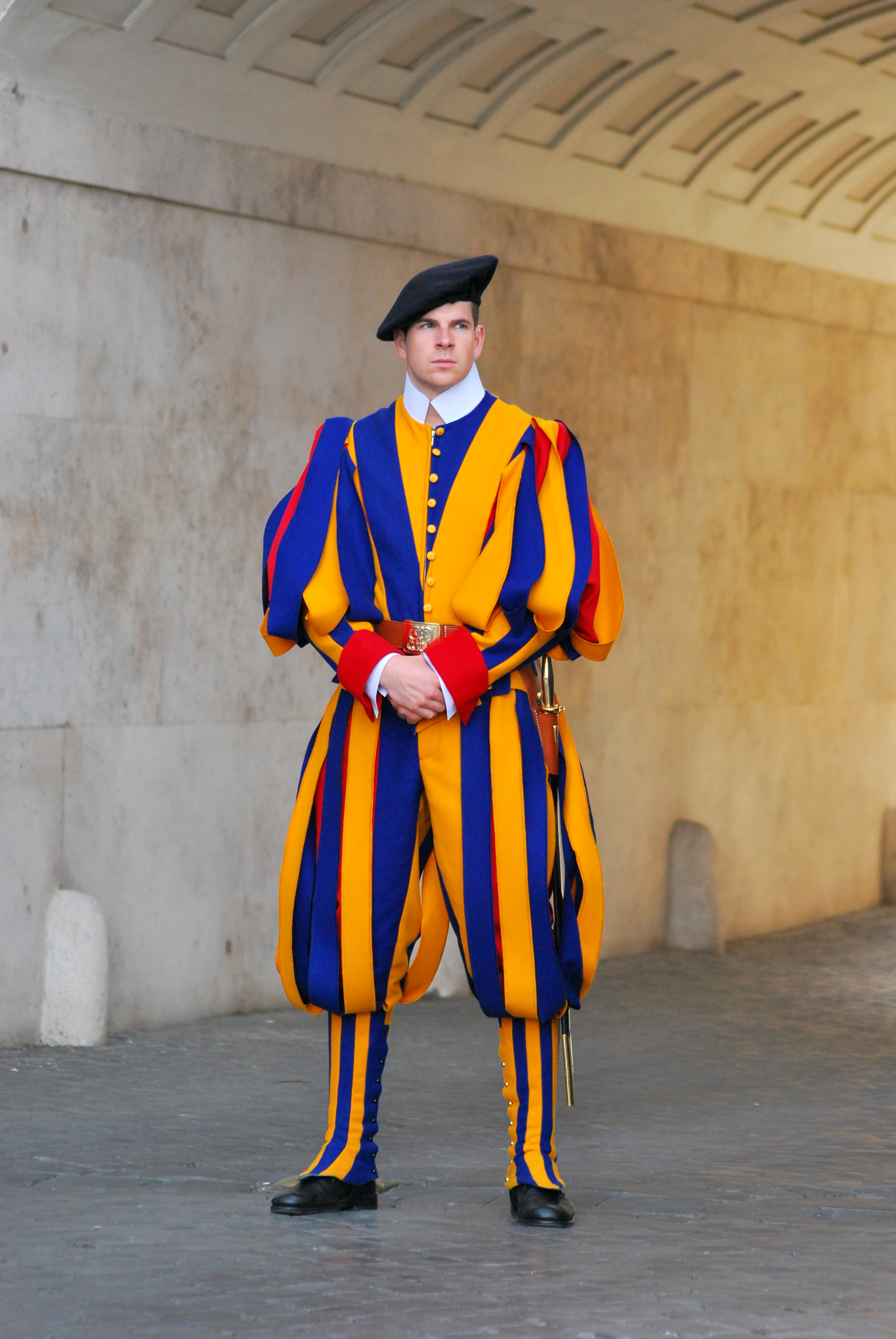
Um membro da Guarda trajando o uniforme de guarda

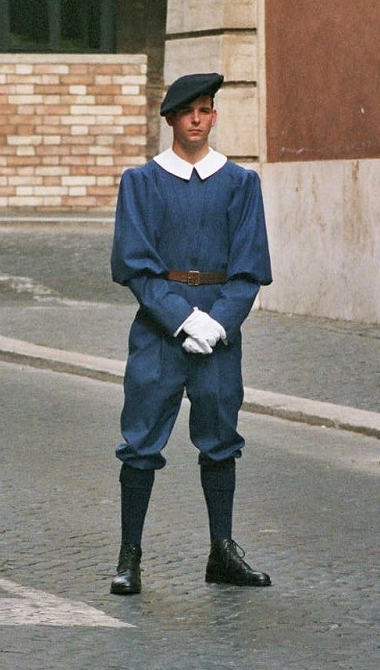
Um membro da Guarda trajando o uniforme regular

O uniforme que hoje a Guarda usa foi desenhado por Jules Répond (comandante no período 1910–1921) a partir do modelo que se atribui a Michelangelo por volta de 1505, pelo que é considerado um dos uniformes militares mais antigos do mundo, e muito mais vistoso, alegre e colorido que o do século XIX: o capacete é decorado com uma pluma vermelha, as luvas são brancas e a couraça tem reminiscências medievais. A cor vermelha foi introduzida pelo Papa Leão X, em homenagem ao escudo dos Fugger (família) e Médici, e simboliza também o sangue derramado em defesa do Papa.
A Guarda Suíça não utiliza botas, sendo calçadas meias aderentes às pernas e presas à altura dos joelhos por uma liga dourada, sendo eventualmente cobertas por polainas. Em geral, o uniforme recorda o esplendor das cortes do Antigo Regime, e o orgulho de ser soldado, combater e servir o Papa.
Quando todo adornado, o uniforme completo, incluindo o morrião, pesa quase 4 kg, o que o torna um dos uniformes mais pesados e complexos dentre os exércitos do mundo.

## Comandantes da Guarda Suíça
Indicam-se seguidamente os comandantes da Guarda Suíça, o seu cantão de origem e o período em que lideraram a Guarda:
1. Kaspar von Silenen, de Uri (1506–1517)
2. Markus Röist, de Zurique (1518–1524)
3. Kaspar Röist, de Zurique (1524–1527)
4. Jost von Meggen, de Lucerna (1548–1559)
5. Kaspar Leo von Silenen, de Lucerna (1559–1564)
6. Jost Segesser von Brunegg, de Lucerna (1566–1592)
7. Stephan Alexander Segesser von Brunegg, de Lucerna (1592–1629)
8. Nikolaus Fleckenstein, de Lucerna (1629–1640)
9. Jost Fleckenstein, de Lucerna (1640–1652)
10. Johann Rudolf Pfyffer von Altishofen, de Lucerna (1652–1657)
11. Ludwig Pfyffer von Altishofen, de Lucerna (1658–1686)
12. Franz Pfyffer von Altishofen, de Lucerna (1686–1696)
13. Johann Kaspar Mayr von Baldegg, de Lucerna (1696–1704)
14. Johann Konrad Pfyffer von Altishofen, de Lucerna (1712–1727)
15. Franz Ludwig Pfyffer von Altishofen, de Lucerna (1727–1754)
16. Jost Ignaz Pfyffer von Altishofen, de Lucerna (1754–1782)
17. Franz Alois Pfyffer von Altishofen, de Lucerna (1783–1798)
18. Karl Leodegar Pfyffer von Altishofen, de Lucerna (1800–1834)
19. Martin Pfyffer von Altishofen, de Lucerna (1835–1847)
20. Franz Xaver Leopold Meyer von Schauensee, de Lucerna (1847–1860)
21. Alfred von Sonnenberg, de Lucerna (1860–1878)
22. Louis-Martin de Courten, de Valais (1878–1901)
23. Leopold Meyer von Schauensee, de Lucerna (1901–1910)
24. Jules Répond, de Friburgo (1910–1921)
25. Alois Hirschbühl, Graubünden (1921–1935)
26. Georg von Sury d'Aspremont, de Soleura (1935–1942)
27. Heinrich Pfyffer von Altishofen, de Lucerna (1942–1957)
28. Robert Nünlist, de Lucerna (1957–1972)
29. Franz Pfyffer von Altishofen, de Lucerna (1972–1982)
30. Roland Buchs, de Friburgo (1982–1998)
31. Alois Estermann, de Lucerna (1998)
32. Pius Segmüller, de São Galo (1998–2002)
33. Elmar Theodor Mäder, de São Galo (2002–2008)
34. Daniel Rudolf Anrig, de São Galo (2008–2015)
35. Christoph Graf, de Lucerna (2015–)